# دنيس كوغلين (لاعب كرة قدم)
دنيس كوغلين (بالإنجليزية: Dennis Coughlin)‏ هو لاعب كرة قدم بريطاني في مركز الهجوم، ولد في 26 نوفمبر 1937 في Houghton-le-Spring ‏ في المملكة المتحدة. لعب مع سوانزي سيتي.